# Ołeksandr Wołkow (ur. 1989)
Ołeksandr Mykołajowycz Wołkow, ukr. Олександр Миколайович Волков (ur. 7 lutego 1989 w Kijowie) – ukraiński piłkarz, grający na pozycji pomocnika.

## Kariera piłkarska

### Kariera klubowa
Wychowanek klubów Obołoń Kijów i Dynamo Kijów, barwy których bronił w juniorskich mistrzostwach Ukrainy (DJuFL). Karierę piłkarską rozpoczął 6 sierpnia 2005 w składzie trzeciej drużyny Dynama Kijów. W sezonie 2008/09 bronił barw MFK Mikołajów. W listopadzie 2009 podpisał kontrakt z Zorią Ługańsk. W czerwcu 2011 został wypożyczony do Olimpika Donieck. Przed rozpoczęciem sezonu 2012/13 Olimpik wykupił kontrakt piłkarza. Latem 2014 wyjechał do Białorusi, gdzie został piłkarzem Biełszyny Bobrujsk. W styczniu 2015 opuścił bobrujski klub. 2 marca 2015 podpisał kontrakt z FK Połtawa. W lutym 2016 ponownie został piłkarzem Olimpiku Donieck. 23 lipca 2016 przeszedł do Desny Czernihów. 21 sierpnia 2019 został wypożyczony do Kołosu Kowaliwka.

### Kariera reprezentacyjna
10 maja 2004 debiutował w juniorskiej reprezentacji Ukrainy. Ogółem rozegrał 26 meczów i strzelił 5 goli.

## Sukcesy i odznaczenia

### Sukcesy klubowe
Desna Czernihów
- brązowy medalista Pierwszej ligi Ukrainy: 2017/18